# Liste der Fahnenträger der jordanischen Mannschaften bei Olympischen Spielen
Die Liste der Fahnenträger der jordanischen Mannschaften bei Olympischen Spielen listet chronologisch alle Fahnenträger jordanischen Mannschaften bei den Eröffnungs- (EF) und Abschlussfeiern (AF) Olympischer Spiele auf.
Bislang war nur die Taekwondoin Nadin Dawani mehrfache Fahnenträgerin gewesen. Nachdem sie bei den Olympischen Spielen 2008 in Peking zunächst Fahnenträgerin bei der Abschlussfeier gewesen war, trug sie 2012 in London die Fahne auch bei der Eröffnungsfeier.

## Liste der Fahnenträger
| Mannschaft             | Veranstaltung | Fahnenträger (EF)             | Fahnenträger (AF)      |
| ---------------------- | ------------- | ----------------------------- | ---------------------- |
| 1980 in Moskau         | Sommerspiele  |                               |                        |
| 1984 in Los Angeles    | Sommerspiele  | Mourad Barakat (Offizieller)  |                        |
| 1988 in Seoul          | Sommerspiele  | Muneir Al-Masri               |                        |
| 1992 in Barcelona      | Sommerspiele  |                               |                        |
| 1996 in Atlanta        | Sommerspiele  | Walid Al-Awazem (Offizieller) |                        |
| 2000 in Sydney         | Sommerspiele  | Haya von Jordanien            |                        |
| 2004 in Athen          | Sommerspiele  | Khalil al-Hanahneh            | Ibrahim Kamal          |
| 2008 in Peking         | Sommerspiele  | Zaina Schaban                 | Nadin Dawani           |
| 2012 in London         | Sommerspiele  | Nadin Dawani                  | Mohammad Abu-Libdeh    |
| 2016 in Rio de Janeiro | Sommerspiele  | Hussein Iashaish              | Ahmad Abughaush        |
| 2020 in Tokio          | Sommerspiele  | Julyana Al-Sadeq              | Abdelrahman Al-Masatfa |
| 2020 in Tokio          | Sommerspiele  | Zeyad Eashash                 | Abdelrahman Al-Masatfa |
| 2024 in Paris          | Sommerspiele  | Rama Abu Al-Rub               | Julyana Al-Sadeq       |
| 2024 in Paris          | Sommerspiele  | Saleh Al-Sharabaty            | Zaid Kareem            |

Anmerkung: (EF) = Eröffnungsfeier, (AF) = Abschlussfeier

## Statistik
| Rang    | Sportart       | EF | AF | ∑  |
| ------- | -------------- | -- | -- | -- |
| 1       | Taekwondo      | 4  | 6  | 10 |
| 2       | Boxen          | 2  | 0  | 2  |
| 3       | Karate         | 0  | 1  | 1  |
| 3       | Leichtathletik | 1  | 0  | 1  |
| 3       | Reiten         | 1  | 0  | 1  |
| 3       | Ringen         | 1  | 0  | 1  |
| 3       | Tischtennis    | 1  | 0  | 1  |
| Gesamt: | Gesamt:        | 10 | 7  | 17 |

| Rang                   | Sportart | EF | AF | ∑ |
| ---------------------- | -------- | -- | -- | - |
| bisher keine Teilnahme |          |    |    |   |
| Gesamt:                | Gesamt:  | 0  | 0  | 0 |

| Rang    | Sportart       | EF | AF | ∑  |
| ------- | -------------- | -- | -- | -- |
| 1       | Taekwondo      | 4  | 6  | 10 |
| 2       | Boxen          | 2  | 0  | 2  |
| 3       | Karate         | 0  | 1  | 1  |
| 3       | Leichtathletik | 1  | 0  | 1  |
| 3       | Reiten         | 1  | 0  | 1  |
| 3       | Ringen         | 1  | 0  | 1  |
| 3       | Tischtennis    | 1  | 0  | 1  |
| Gesamt: | Gesamt:        | 10 | 7  | 17 |